# السفارة السعودية في النمسا
سفارة المملكة العربية السعودية في فيينا هي مقر التمثيل الدبلوماسي للمملكة العربية السعودية في النمسا. يقع مبنى السفارة في شوتنرينغ 10 في حي روساو. يترأس البعثة السفير عبد الله بن خالد طولة منذ 1 أغسطس 2023.
تضم السفارة اليوم أيضًا:
- القسم القنصلي لسفارة المملكة العربية السعودية
- القسم الثقافي لسفارة المملكة العربية السعودية (7، Neustiftgasse 64/31)
- قسم الشؤون الاجتماعية والتعليمية لسفارة المملكة العربية السعودية
- القسم التكنولوجي والعلمي لسفارة المملكة العربية السعودية
- الوفد الدائم للمملكة العربية السعودية لدى الأمم المتحدة في فيينا (الأمم المتحدة، منظمة الأمم المتحدة للتنمية الصناعية، معاهدة الحظر الشامل للتجارب النووية، الوكالة الدولية للطاقة الذرية) المبنى هو فيلا ماينل السابقة في هونغيربيرغ، التي بناها فيكتور بوستيلبيرغ في عام 1908.[4] وهو قصر على طراز عصر النهضة الجديدة، مكون من ثلاثة طوابق مع واجهة بسيطة تحاكي البناء مع نوافذ مقوسة، وجزء مركزي يبرز بشكل متدرج من الواجهة، ويشكل منطقة المدخل في الطابق الأرضي، والشرفة في الطابق الأول، والشرفة في الطابق العلوي.[5]

## السفراء
| تاريخ التعيين / الاعتماد | الاسم                                     | ترك المنصب  |
| ------------------------ | ----------------------------------------- | ----------- |
| سبتمبر 1961              | عبد الرحمن صالح الحليسي                   | 1964        |
| يناير 1964               | فخري شيخ الأرض                            | يونيو 1968  |
| يونيو 1968               | محمد محتسب                                | 1973        |
| أكتوبر 1973              | فريد بصراوي                               | 1977        |
| أكتوبر 1977              | عبدالله الخيال                            | 1983        |
| أكتوبر 1983              | يوسف المطبقاني                            | 1987        |
| سبتمبر 1987              | عيسى النويصر                              | يناير 1998  |
| مارس 1988                | عمر كردي                                  | سبتمبر 2007 |
| 17 سبتمبر 2008           | منصور بن خالد بن عبد الله الفرحان آل سعود | 2012        |
| 16 أبريل 2019            | عبد الله بن خالد بن سلطان آل سعود         |             |
| 1 أغسطس 2023             | عبد الله بن خالد طولة                     |             |

## وصلات خارجية
- موقع سفارة المملكة العربية السعودية السعودية في النمسا
- وزارة الخارجية السعودية